# Biblioteca nacional y universitaria de Estrasburgo
La Biblioteca nacional y universitaria de Estrasburgo (en francés: Bibliothèque nationale et universitaire de Strasbourg) es una biblioteca pública en la ciudad de Estrasburgo, en Francia. Se encuentra en la Place de la République, la antigua (Kaiserplatz, o plaza del Káiser) enfrente del Palacio del Rin en el corazón de Neustadt, en un edificio diseñado por los arquitectos August Hartel y Skjold Neckelmann.
El edificio está registrado y clasificado como monumento histórico desde el 10 de noviembre de 2004
Después de la destrucción de la biblioteca municipal y el archivo de la ciudad por la artillería prusiana durante el cerco de Estrasburgo, el Imperio Alemán estableció la biblioteca el 19 de junio de 1872. La tarea de organizar sus colecciones se le dio al historiador y profesor Rodolphe Reuss.
El edificio actual  fue inaugurado en 1895.